# Isidro Espejo Saavedra y Aguilar
Isidro Espejo Saavedra y Aguilar (Córdoba-15 de mayo de 1788-Córdoba, 2 de abril de 1876) fue un pintor y platero español.

## Biografía
Se dedicó desde joven a la joyería bajo la dirección de Juan Ribadas, oficio en el que se distinguió como grabador. Al mismo tiempo estudió pintura como discípulo de Diego Monroy y matemáticas en el Real Colegio de la Asunción.
En 1851 estableció una academia de dibujo y pintura que tuvo que cerrar en 1866 por la competencia que hacía la Escuela de Bellas Artes fundada recientemente. Falleció en la pobreza el 2 de abril de 1876 y fue enterrado en el cementerio de San Rafael.
Rafael Ramírez de Arellano recuenta en su Diccionario biográfico de artistas de la provincia de Córdoba como obras de Espejo Saavedra tres medallones de la manga de la cruz de la iglesia de Santiago que representan a la virgen de la Fuensanta, un lienzo del apóstol Santiago acuchillando moros y otro de los patrones de Córdoba, además de otros cuadros en casas particulares, dibujos aplicables al arte de la platería y miniaturas.